# Leucospis versicolor
Leucospis versicolor är en stekelart som beskrevs av Boucek 1974. Leucospis versicolor ingår i släktet Leucospis och familjen Leucospidae.
Artens utbredningsområde är Franska Guyana. Inga underarter finns listade i Catalogue of Life.